# Червенаково
Червенаково е село в Югоизточна България. То се намира в югоизточната част на община Твърдица, в Област Сливен, на 4 километра от община Нова Загора.

## География
Селото е разположено в малка котловина в Средна гора, като южно от селото минава една от най-дългите реки в България – Тунджа.

## Религии
Православно християнската църква „Свети Свети Константин и Елена“ е построена през 1893 година и е част от Старозагорската епархия. Намира се в центъра на селото.
Храмовият празник е в деня на Светите равноапостоли Константин и Елена – 21 май. Празникът е в памет на император Константин и неговата майка Елена.